# 生死场
《生死场》，中国现代作家萧红所著的一篇中篇小说，为萧红的成名作。

## 成書
《生死场》写于1934年，小说前半部分曾于1934年4月至6月在《国际协报》的《文艺》周刊上连载。魯迅和胡風分別為小說的初版寫了序和後記。

## 內容
小说描述了中国哈尔滨附近一个偏僻的村庄在九一八事变前后所发生的种种故事。作者以帶感情的筆調，描寫農民，尤其女性的悲慘命運。全文共有十七节。

## 主題
《生死場》描寫九一八事變前後東北農村的生活，富有鄉土色彩，反映女性的悲慘命運。魯迅讚賞小說寫出「北方人民對於生的堅強，對於死的掙扎」。部份學者把小說視作「民族寓言」，充滿愛國主義；也有學者強調，小說的主題是鄉村婦女的生活經驗，特別是生育與死亡。《生死場》同情產婦所受的痛苦，也嘲諷傳宗接代近乎自我毀滅的災難；女性任人擺佈，命運無法自主，服務於男性的利益。小說批評父權社會，並諷刺對國家民族的歸屬感主要是男性而不是女性的。

## 主要人物
- 赵三
- 二里半
- 金枝